# Дереволаз гірський
Дереволаз гірський (Lepidocolaptes lacrymiger) — вид горобцеподібних птахів родини горнерових (Furnariidae). Мешкає в Андах.

## Опис

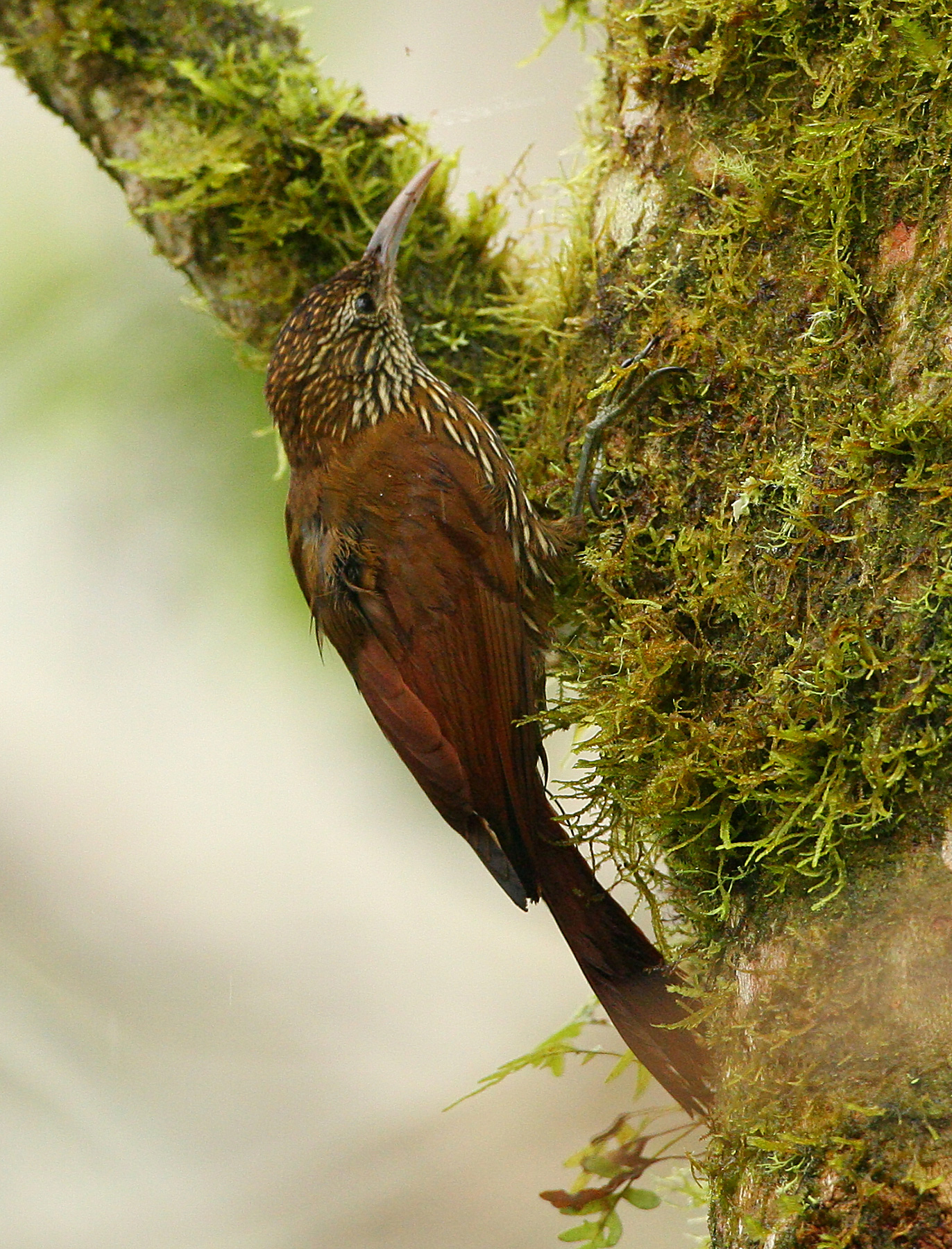
Гірський дереволаз

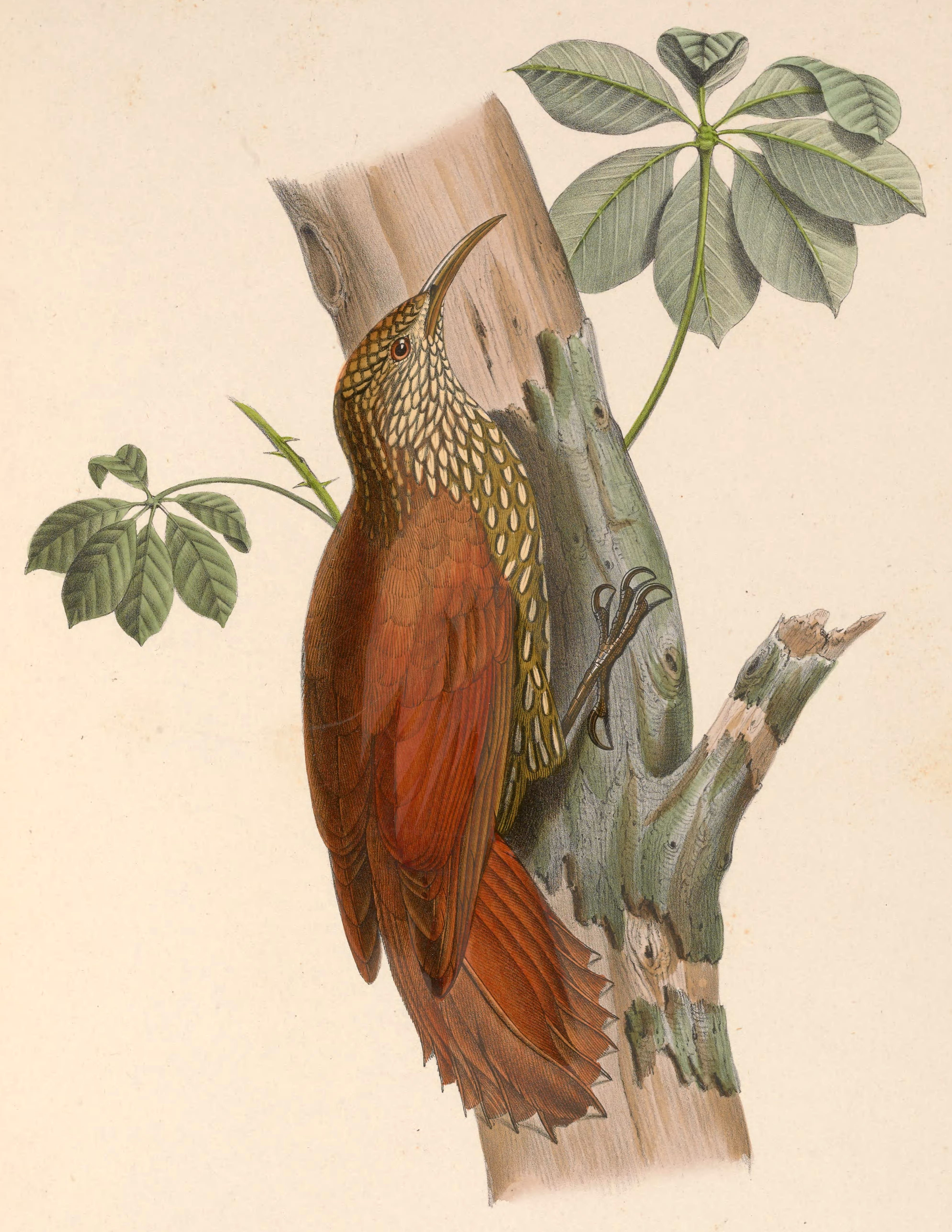
Гірський дереволаз

Довжина птаха становить 19,5 см, самці важать 29,5-33 г, самиці 31-35 г. Верхня частина тіла рудувато-коричнева, тім'я темне, поцятковане охристими плямками, над очима білуваті "брови". Крила і хвіст руді. Горло білувате, нижня частина тіла бура, поцяткована білуватими смужками з чорними краями. Представники південних підвидів мають тьмяніше забарвлення, нижня частина тіла у них більш смугаста. Дзьоб тонкий, вигнутий.

## Підвиди
Виділяють дев'ять підвидів:
- L. l. sanctaemartae (Chapman, 1912) — Сьєрра-Невада-де-Санта-Марта (північна Колумбія);
- L. l. sneiderni Meyer de Schauensee, 1945 — Центральний і Західний хребти Колумбійських Анд (на південь від Боготи), також у верхів'ях річок Каука і Магдалена);
- L. l. lacrymiger (Lafresnaye, 1849) — Східний хребет Колумбійських Анд (від Норте-де-Сантандера на південь до Боготи), західна Венесуела (Сьєрра-де-Періха, Кордильєра-де-Мерида);
- L. l. lafresnayi (Cabanis & Heine, 1860) — Прибережний хребет на півночі Венесуели (від Карабобо на схід до Міранди і на південний захід до Сукре);
- L. l. aequatorialis (Ménégaux, 1912) — західні схили Анд на південному заходу Колумбії (Нариньйо), Еквадорські Анди (на південь до Лохи);
- L. l. frigidus Meyer de Schauensee, 1951 — південна Колумбія (східні схили Анд в Нариньйо);
- L. l. warscewiczi (Cabanis & Heine, 1860) — східні схили Анд на крайньому південному сході Еквадору та в північному і центральному Перу (від Кахамарки і Амазонаса на південь до Хуніна);
- L. l. carabayae Hellmayr, 1920 — східні схили Анд на південному сході Перу (Куско, Пуно);
- L. l. bolivianus (Chapman, 1919) — східні схили Болівійських Анд.

## Поширення і екологія
Гірські дереволази мешкають у Венесуелі, Колумбії, Еквадорі, Перу і Болівії. Вони живуть у вологих гірських тропічних лісах, на узліссях та в сухих тропічних лісах. Зустрічаються на висоті від 1750 до 3000 м над рівнем моря. Часто приєднуються до змішаних зграй птахів. Живляться комахами, яких шукають під корою та серед моху.